# Hoya naumannii
Hoya naumannii ist eine Pflanzenart der Gattung der Wachsblumen (Hoya) aus der Unterfamilie der Seidenpflanzengewächse (Asclepiadoideae).

## Merkmale
Hoya naumannii ist eine ausdauernde, epiphytische, windend-kletternde Pflanze mit langen, fadenförmigen und sich verzweigenden Trieben. Die Triebe sind biegsam, wenig beblättert und kahl. Die ausgebreiteten Blätter sind gestielt, die Blattstiele sind etwas verdickt und 2 cm lang. Die Blattspreiten sind breit-elliptisch, bis 10 cm lang und 7,5 cm breit. Die Basis ist gerundet bis leicht herzförmig, der Apex ist zipfelig. Ober- und Unterseite sind kahl.
Der doldenförmige Blütenstand besteht aus 15 bis 25 Blüten. Die kahlen Blütenstandsstiele sind relativ kurz, nur 0,7 bis 1 cm lang. Die fadenförmigen, spärlich borstig behaarten Blütenstiele sind etwa 2 cm lang, Die Kelchblätter sind länglich und stumpf-zugespitzt, und etwa 2,5 mm lang. Sie sind fein flaumig behaart; die Ränder sind fein-ziliat.
Die Blütenkrone ist sternförmig ausgebreitet und  hat einen Durchmesser von 1,2 cm. Die Kronblätter sind zu weniger als der Hälfte verwachsen. Die eiförmigen Kronblattzipfel sind weiß, dreieckig-zugespitzt und an den Rändern mit Zilien besetzt. Sie sind innen fein und dicht papillös, außen spärlich flaumig-behaart. Die Nebenkrone ist weiß mit einem roten Zentrum. Die von oben grob länglich-rhombischen Nebenkronenzipfel sind ausgebreitet. Der äußere Fortsatz ist spitz mit einer Längsrinne und steigt auf. Der innere Fortsatz ist spitz-geschnäbelt und aufsteigend.
Die Pollinia sind länglich mit einem breiten, hyalinem, äußeren Rand, der deutlich unterhalb des Apex ansetzt und bis zum Corspusculum reicht. Das Corpusculum ist klein und rhombisch, die Basis läuft in zwei Spitzen aus. Die Caudiculae sind sehr kurz, dünn und setzen unterhalb der Mitte (bzw. breitesten Stelle) des Corpusculums an. Der Griffelkopf ist konisch.
Früchte und Samen sind nicht bekannt.

## Ähnliche Art
Hoya naumannii unterscheidet sich von Hoya australis durch die unterschiedlichen Blätter und die Form der Nebenkronenzipfel.

## Geographische Verbreitung und Habitat
Die Art kommt auf der Insel Bougainville, Salomon-Inseln, Papua-Neuguinea, in Küstenwäldern vor.

## Taxonomie
Das Exemplar war 1875 von Ferdinand Naumann (* 6. Februar 1841 in Ehrenbreitstein, † 22. Juli 1902 in Bad Klosterlausnitz), Schiffsarzt auf dem Expedition der Gazelle in  auf Bougainville in einem Küstenwald gesammelt worden. Ferdinand Naumann traf die Pflanze im August 1875 blühend an.
Adolf Engler hatte das Exemplar zuvor als Hoya australis beschrieben. Rudolf Schlechter beschrieb es 1908 als neue Art. Sie wird von der Datenbank Plants of the World Online als gültiges Taxon akzeptiert.
In der Literatur ist häufig auch die Falschschreibung naumanii zu finden (z. B. auch in der zitierten Arbeit von Robert Dale Kloppenburg).